# Jan Verheul

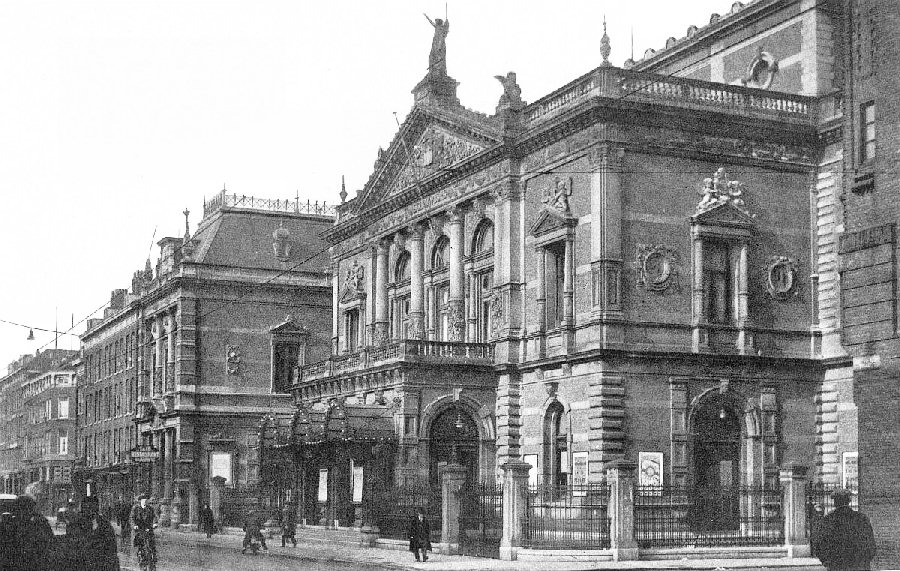
Groote Schouwburg in Rotterdam (1930)

Jan Verheul of J. Verheul Dzn. (Rotterdam, 14 februari 1860 - aldaar, 19 oktober 1948) was een Nederlandse architect, ontwerper, aquarellist en gemeenteraadslid.

## Leven en werk
Johannes Verheul Dirkszoon was een zoon van de architect/timmerman Dirk Verheul (1828-1902), die zijn zoon zelf een praktijkopleiding gaf. Verheul studeerde achtereenvolgens aan de Rotterdamse Academie van Beeldende Kunsten en Technische Wetenschappen en van 1878 tot 1881 aan de Polytechnische School te Delft. Hij was een leerling van de Duitse architect Eugen H. Gugel. Andere docenten waren Adolf le Comte en Eugène Lacomblé. Al tijdens zijn studie won hij een prijsvraag voor een Kunstnijverheidsmuseum van de Rotterdamse Academie. In 1881 verliet hij de opleiding ongediplomeerd. Hij werd lid van de Maatschappij tot Bevordering der Bouwkunst, waarvan hij in 1883 bestuurslid en in 1894 (tot 1909) redacteur van het Bouwkundig Weekblad werd. Alvorens zich in Rotterdam als architect te vestigen, maakte Verheul een studiereis naar België, Frankrijk, Oostenrijk, Duitsland en Italië. Zijn eerste werken, zoals de Groote Schouwburg in Rotterdam, werden sterk beïnvloed door de neorenaissance bouwstijl, hiertoe vooral gestimuleerd door Gugel. Veel van de door Verheul ontworpen gebouwen zijn verloren gegaan bij het bombardement op Rotterdam van 14 mei 1940 (zijn eigen huis lag net buiten de brandgrens) of kwamen in aanmerking voor de sloophamer.

## Opdrachten
Zijn eerste opdracht was in 1884 (na een selectie uit acht ontwerpen) de bouw van de nieuwe Groote Schouwburg aan de Aert van Nesstraat in Rotterdam. Hij verloor in 1890 de prijsvraag voor een nieuwe Hervormde Kerk in Apeldoorn, maar het kerkbestuur had een duidelijke voorkeur voor zijn ontwerp en koos toch voor Verheul. Hij won in 1894 de prijsvraag voor de Hervormde Regentessekerk in Den Haag, waarvan de bouw in 1899 startte. In Rotterdam was Verheul met collega J. van Wijngaarden verantwoordelijk voor de nieuwbouw van de Hervormde Waalse Kerk (1923-24) aan de Schiedamsevest, die diende ter vervanging van de oude, in 1922, gesloopte Waalsche Kerk uit 1657 aan de Rotterdamse Hoogstraat.
Verheul kreeg gedurende zijn carrière talloze opdrachten van banken, handelsondernemingen, (kunst)sociëteiten en particulieren in Rotterdam en elders in Nederland. In 1933 kreeg Verheul zijn laatste grote opdracht voor de herbouw van de in 1930, wegens bouwvalligheid, gesloten Groote Doelenzaal aan de Rotterdamse Coolsingel. In 1934 werd de nieuwe Doelenzaal in gebruik genomen. Deze werd in mei 1940 bij het bombardement verwoest.

## Stijlen
Rond de eeuwwisseling verliet Verheul de neorenaissance bouwstijl en ging zich oriënteren op de meer internationale jugendstil. Nog weer later werden zijn ontwerpen beïnvloed door het modernisme van H.P. Berlage. Verheul is vooral bekend geworden door zijn ontwerpen in diverse neostijlen voor kerken, concertgebouwen, sociëteitsgebouwen, kantoorgebouwen, alsmede stadshuizen en villa's.

## Gemeenteraad
Naast zijn andere bezigheden Verheul gemeenteraadslid in de Rotterdamse Gemeenteraad namens twee liberale partijen tussen 1903 en 1935. Hij zag zichzelf niet echt als politicus: zijn doel was vooral het in stand houden van de achttiende-eeuwse handelsstad met zijn koopmanshuizen. In zijn tijd in de raad verzette hij zich vaak tegen de moderne stijlen van het nieuwe bouwen die door J.J.P. Oud werden aangehangen. Als architect van de Gemeentelijke Woningdienst maakte hij zich als een van de eersten sterk voor de zorg voor monumenten en pleitte hij voor architectuur van grootstedelijke allure met grote boulevards en pleinen in Rotterdam. Hij boekte zijn eerste grote succes in 1926 toen er welstandseisen in de bouwverordeningen werden opgekomen. Daarna werd er een welstandscommissie opgericht, waarvan hij voorzitter werd.

## Aquarellen

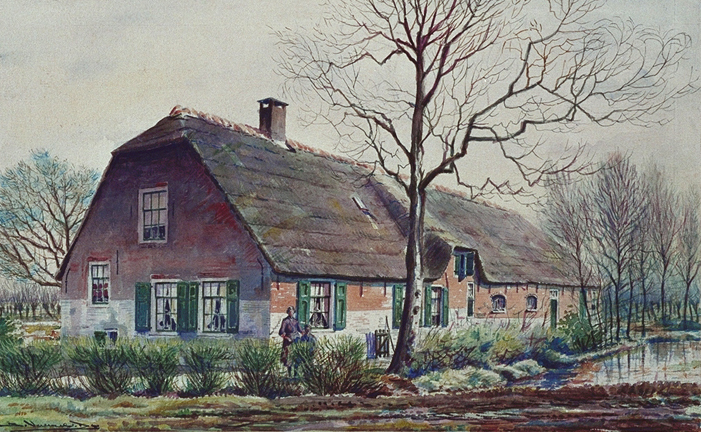
Aquarel boerderij Vlietzigt te Zevenhuizen (1928)

Vanaf 1930 begon Verheul systematisch in en rond Rotterdam gebouwen te aquarelleren om zo veel mogelijk stadsschoon en architectuur voor het nageslacht vast te leggen in een cultuurhistorische verzameling. In dit kader maakte hij de spreuk: "Elkeen moet helpen om met verstand, voor het schoon te waken van stad en land." In 1935 stopte Verheul met zijn werk bij de Gemeenteraad en ging voltijds aan de slag met het publiceren van artikelen en boeken, evenals het schilderen van gebouwen en boerderijen.
Ook gaf hij enkele boekjes uit met door hem zelf gemaakte foto's uit de jaren 1920. De collectie foto's wordt bewaard bij de Rijksdienst voor het Cultureel Erfgoed en is grotendeels digitaal beschikbaar.

## Werken (selectie)

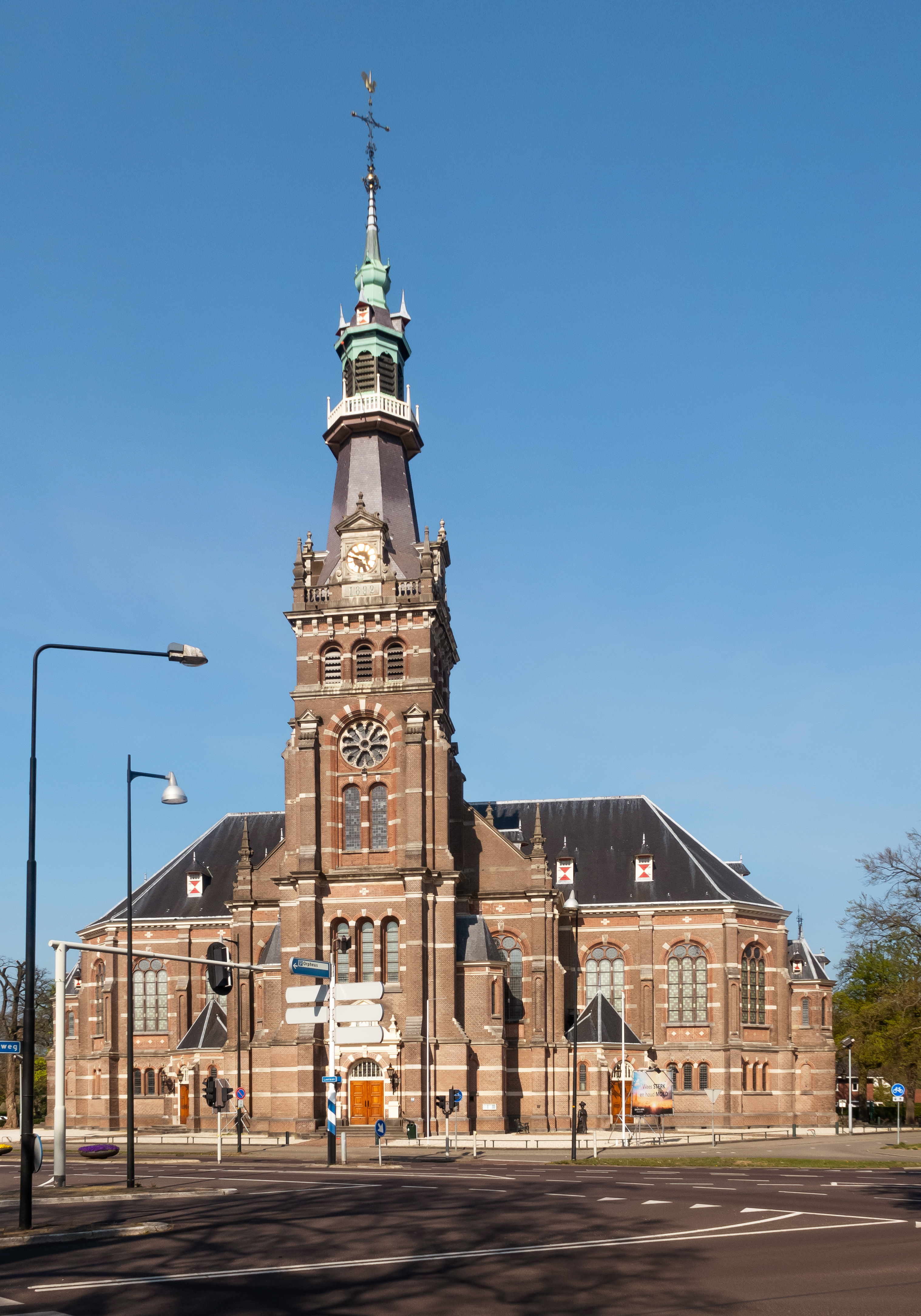
Grote Kerk Apeldoorn

- 1887 - Schouwburg Kunstmin in Dordrecht (in 1938 verbouwd door Sybold van Ravesteyn)
- 1888 - Watertoren (Leeuwarden Schrans) met collega H.P.N. Halbertsma (gesloopt in 1972)
- 1890/93 - Grote Kerk Apeldoorn aan de Loolaan 16 in Apeldoorn (Rijksmonument)
- 1896 - Watertoren (Amsterdam Nieuwer-Amstel) met collega H.P.N. Halbertsma (gesloopt in 1928)
- 1897 - Groote Schouwburg aan de Aert van Nesstraat in Rotterdam (in 1940 bij het bombardement op Rotterdam verloren gegaan)
- 1898 - Heilige Geesthuis aan de Gerard Scholtenstraat in Rotterdam
- 1900 - Het Witte Huis in de Raadhuisstraat 4, Amsterdam. Een kantoorpand in de jugendstil in opdracht van de RVS (thans ING Groep) gebouwd
- 1901 - Hervormde Regentessekerk aan het Regentesseplein in Den Haag (gesloopt in 1974)
- 1902 - Het gebouw "de Utrecht" van levensverzekeringsmaatschappij De Utrecht, een fraai voorbeeld van jugendstil-architectuur, gesloopt in 1974 voor de bouw van winkelcentrum Hoog Catharijne in Utrecht. Verschillende elementen werden opgeslagen; er bestaan concrete plannen voor herbouw. In 1893 en 1898 maakte hij reeds het ontwerp voor de bijkantoren van de Utrecht in Rotterdam respectievelijk Tilburg.
- 1903 - Sociëteit Eendragt maakt magt aan de Oudedijk hoek Waterloostraat in Rotterdam (gesloopt ten behoeve van de bouw van metrostation Voorschoterlaan, waarna een gedeelte van de sierlijke jugendstil-façade is ingemetseld in de stationshal )
- 1905 - bijkantoren voor De Nederlandsche Bank en de Nederlandsche Handel-Maatschappij in Rotterdam
- 1905 - Villa's Scheveningseweg 74 en 76, Den Haag. In de gevels verwerkte hij sectieltegels vervaardigd door De Porceleyne Fles. Gesloopt voor kantoorbouw
- 1906/08 - Hervormde Wilhelminakerk aan het Louise de Colignyplein in Den Haag. Op 3 maart 1945 verwoest tijdens het bombardement op het Bezuidenhout
- 1909/10 - Remonstrantenkirche Friedrichstadt (Remonstrantse Kerk) in Friedrichstadt, Duitse deelstaat Sleeswijk-Holstein
- 1913/15 - St. Mary's Church (Engelse Kerk) (1913) en Zeemansinstituut (1914/15) voor de Anglicaans/Episcopaalse gemeente aan de Pieter de Hoochstraat 133 in Rotterdam. De kerk is in een neogotische stijl gebouwd, het zeemansinstituut, drie verdiepingen met een gekruist zadeldak, in een meer zakelijke stijl.
- 1923/24 - Hervormde Waalse Kerk aan de Schiedamsevest hoek Pierre Baylestraat in Rotterdam
- 1933 - Concertgebouw De Doelen voor Sociëteit De Harmonie aan de Coolsingel in Rotterdam met collega's J.H. de Roos en W.F. Overeijnder (in 1940 verloren gegaan)

## Afbeeldingen

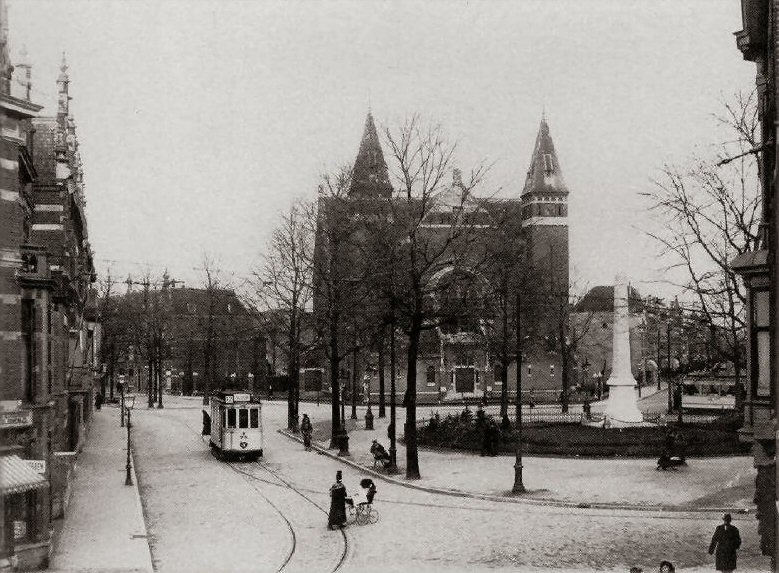
Regentesseplein met kerk (opname uit 1905), Den Haag
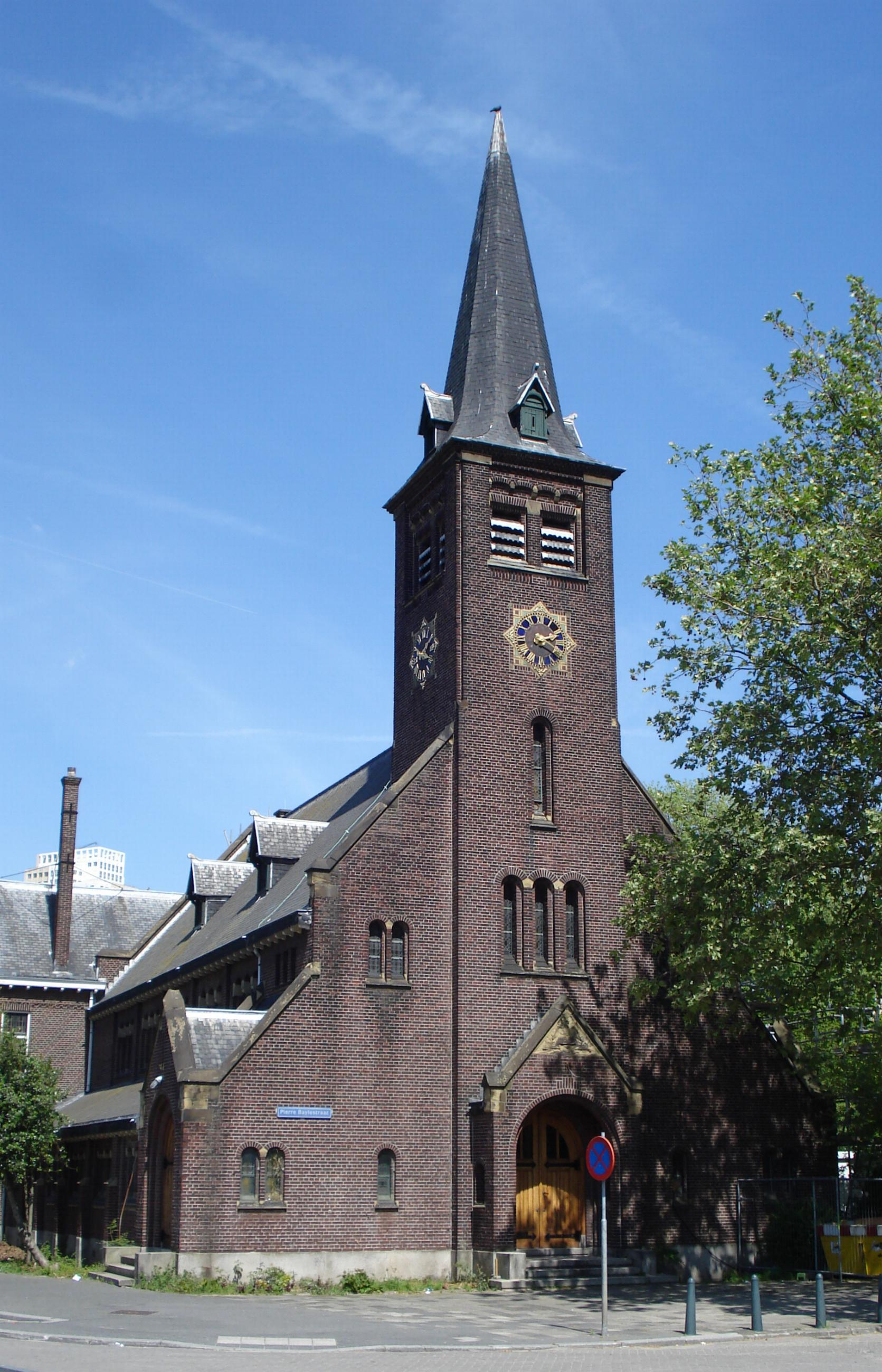
Waalse kerk, Schiedamsevest in Rotterdam
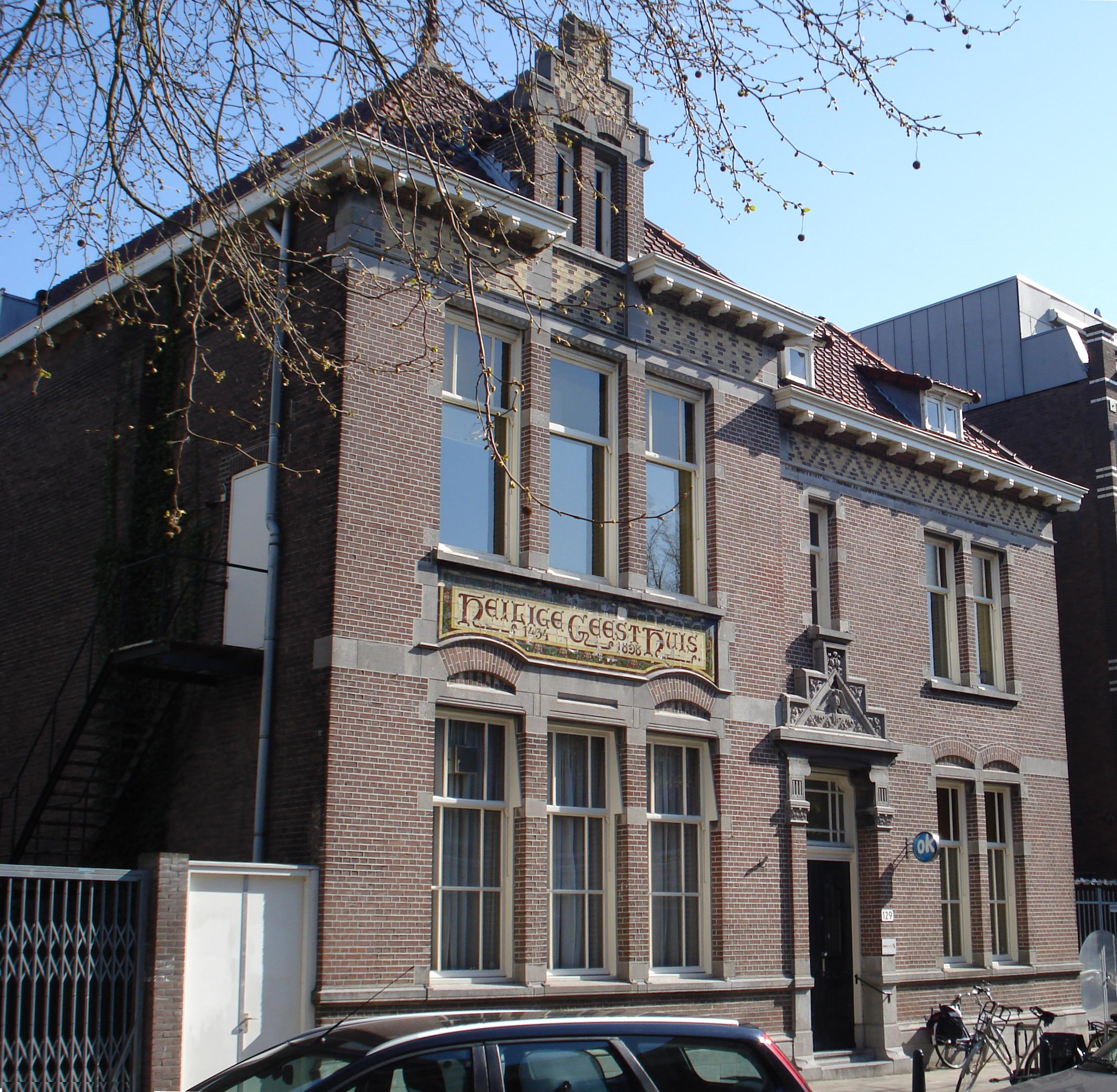
Heilige Geesthuis in Rotterdam
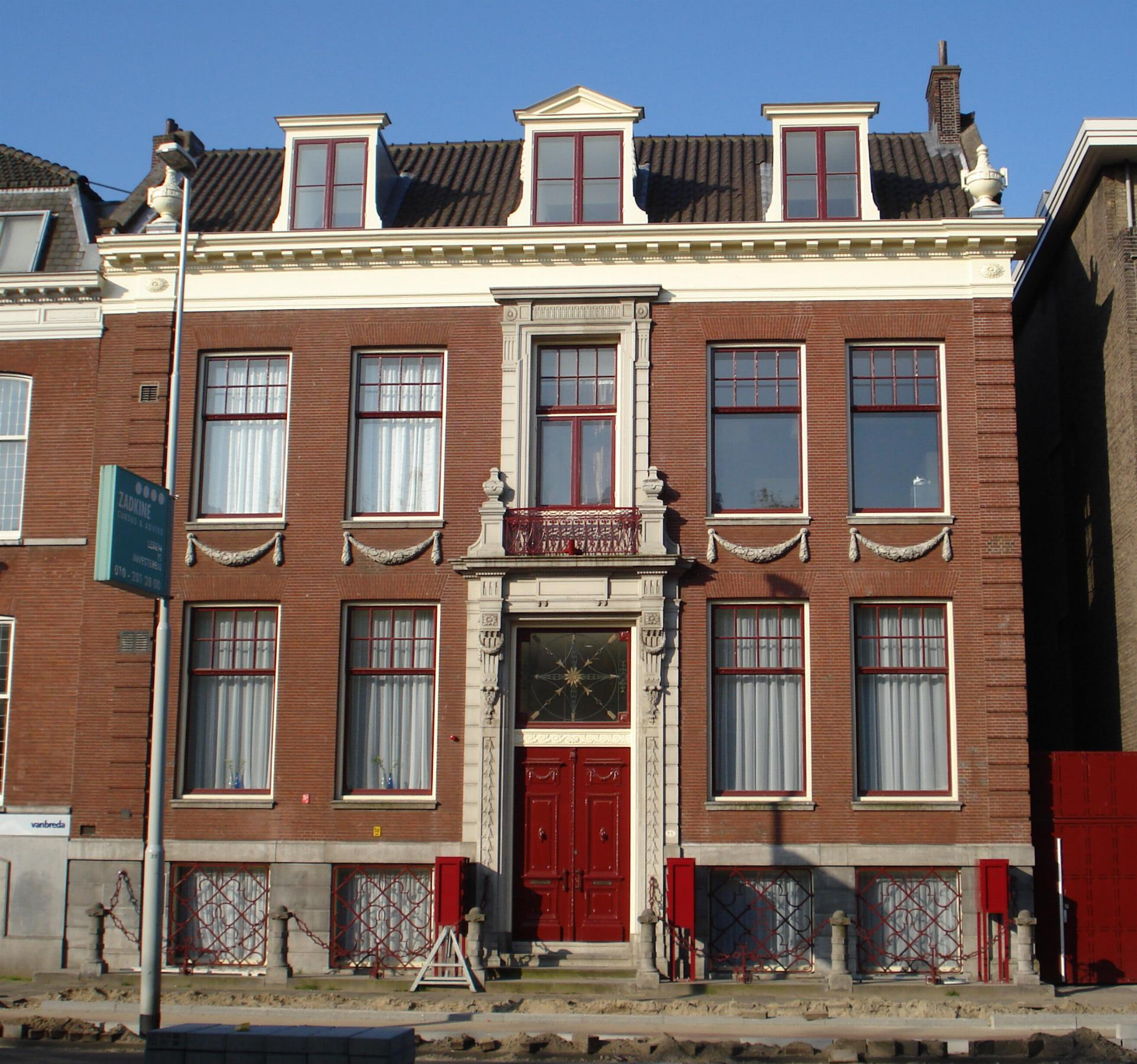
Schiekade 73 in Rotterdam voor de familie Abraham van Stolk Jzn.
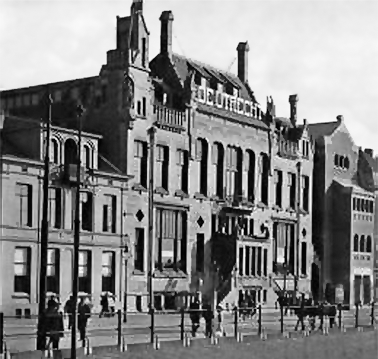
De Utrecht (opname uit 1917)
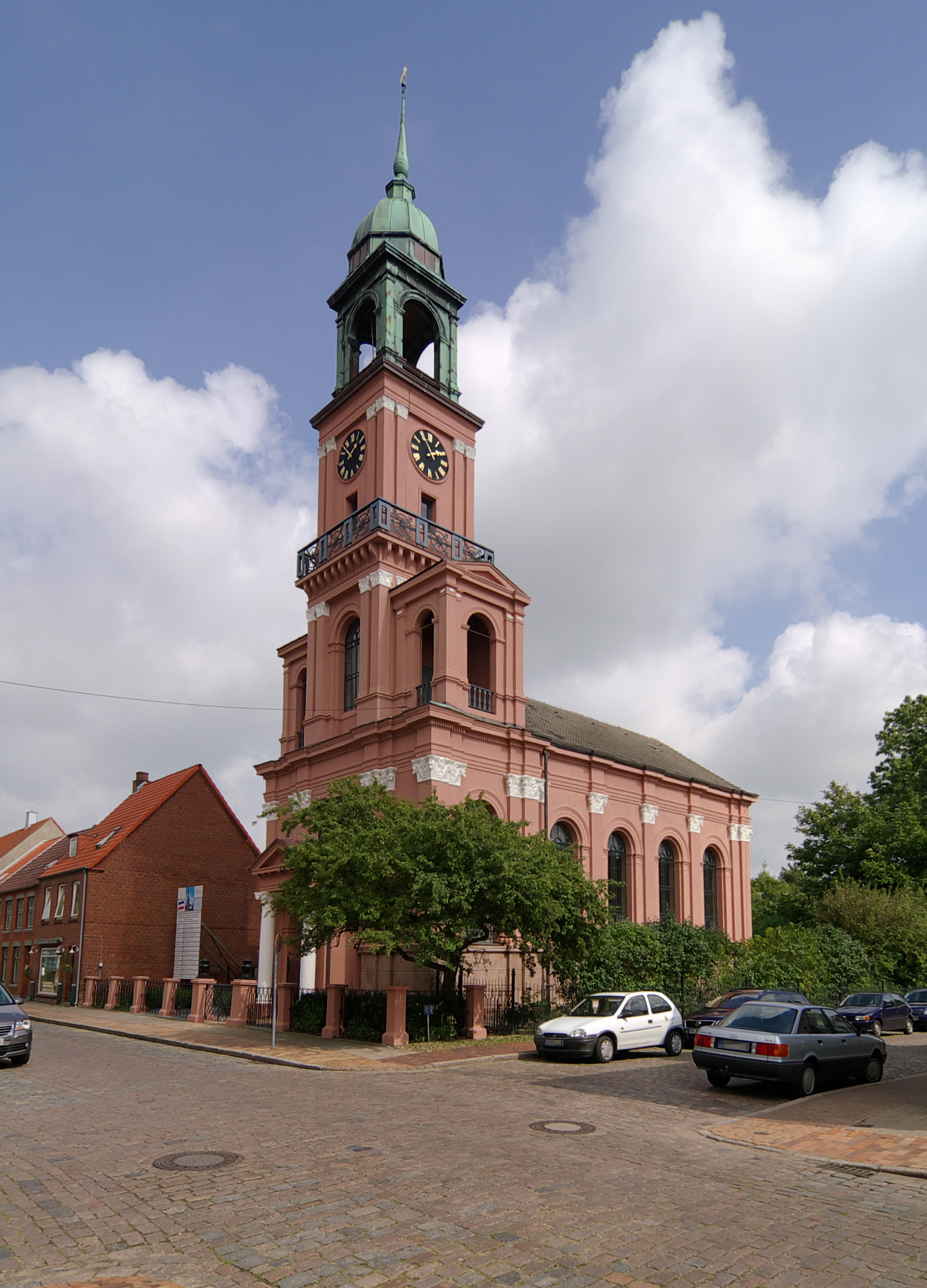
Remonstrantse Kerk in Friedrichstadt
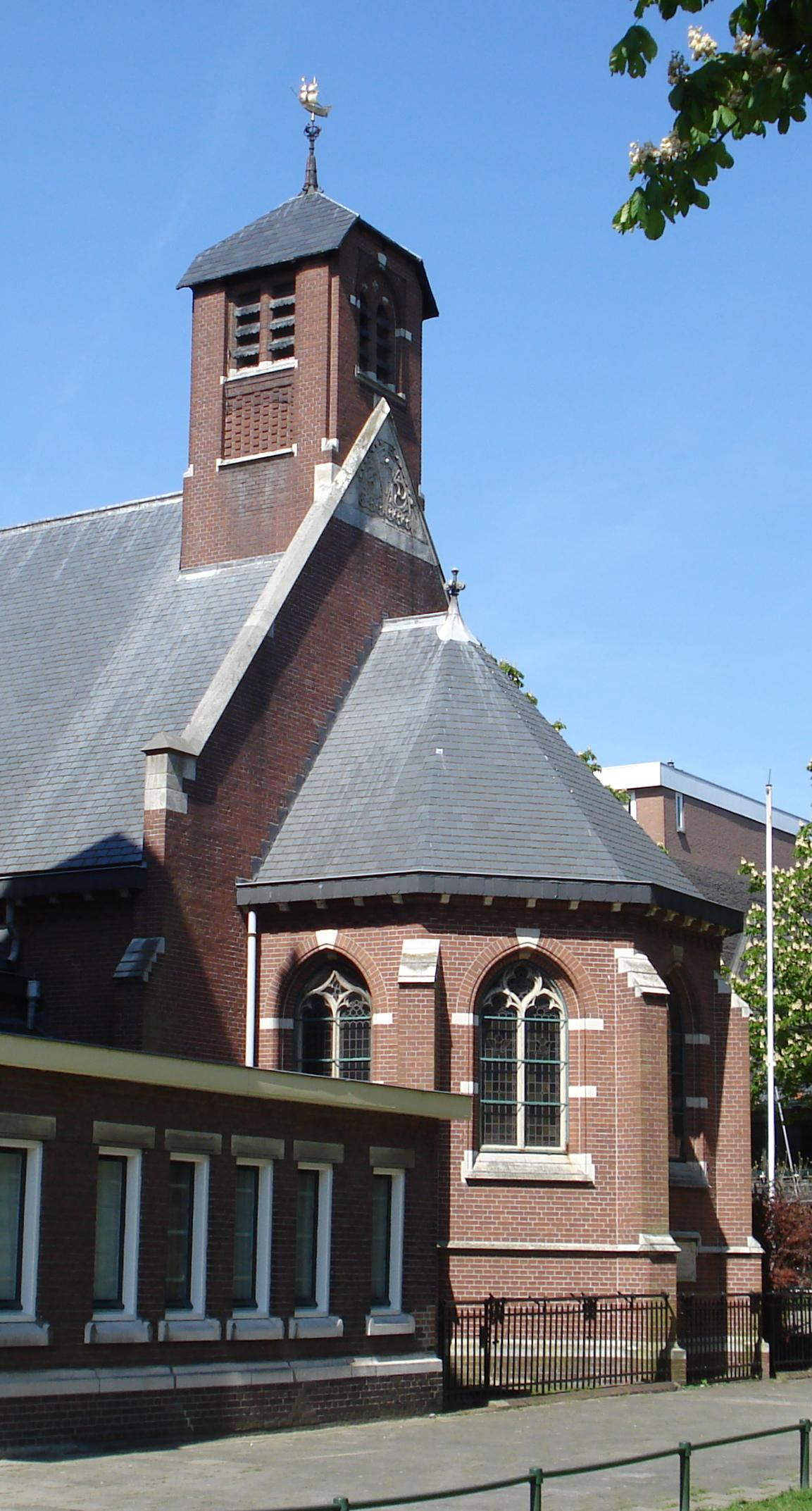
Engelse Kerk, Pieter de Hoochweg in Rotterdam
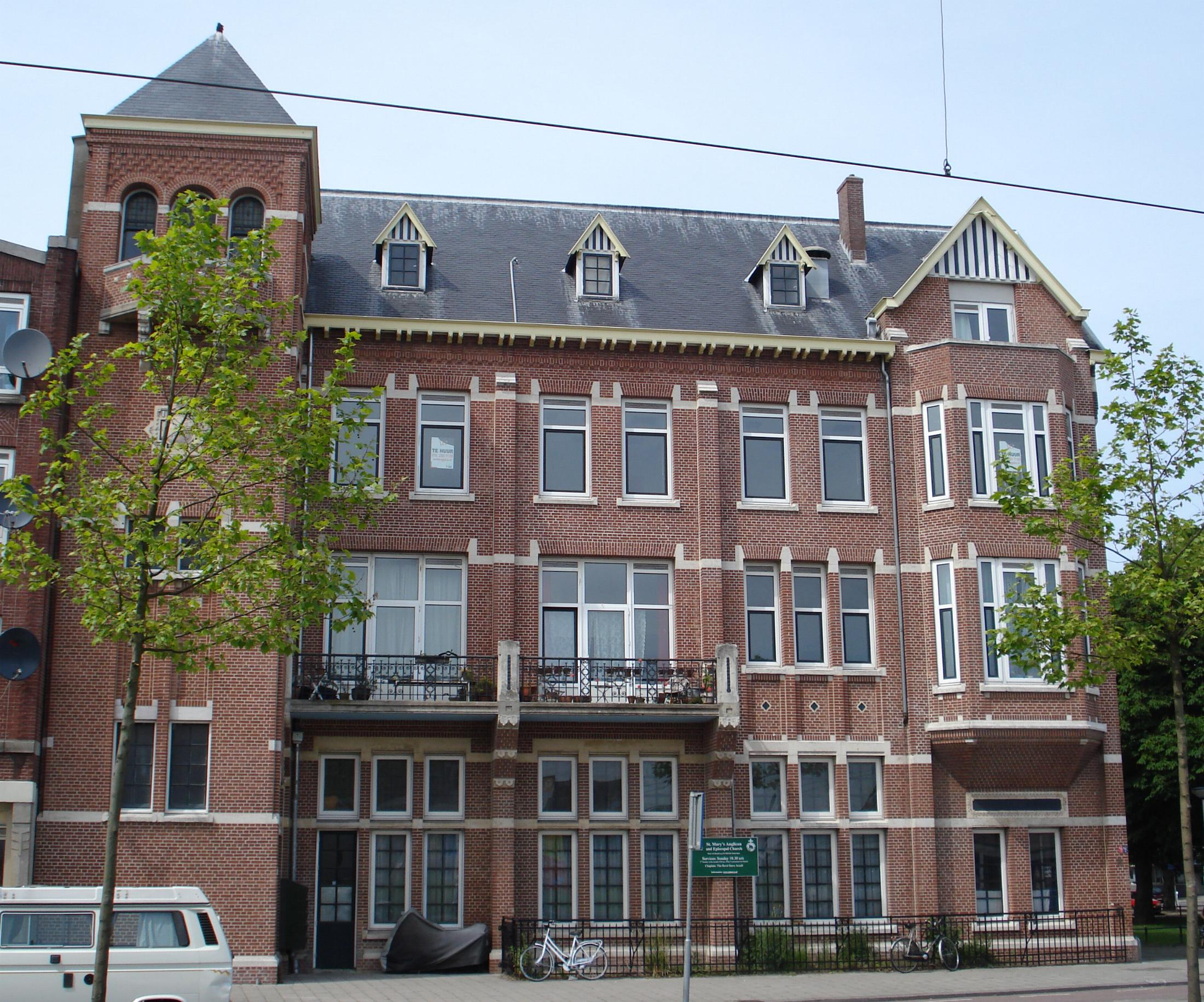
Zeemansinstituut, Pieter de Hoochweg in Rotterdam

## Publicatie
- Piet Ratsma, C.S.T.J. Huijts et al.: Boerderijen in Zuid-Holland. Aquarellen van J. Verheul. Zutphen, Terra, 1989. ISBN 90-6255-368-0
- J. Verheul Dzn.: Oude boerenhofsteden in Zuid-Holland. 36 reproducties naar aquarellen, waarvan 4 in kleuren. Rotterdam, Brusse, 1930.